# 栢山駅 (江原特別自治道)
栢山駅（ペクサンえき）は、大韓民国江原特別自治道太白市にある韓国鉄道公社（KORAIL）の駅である。
嶺東線と太白線の分岐駅であり、太白線は当駅が終点となる。ただし、太白線の当駅 - 文曲駅間は現在旅客列車の設定がなく、太白三角線が接続する東栢山駅が実質的な太白線との乗換駅となる。

## 歴史
- 1959年12月1日：嶺東線の駅として開業[1]。
- 1962年12月10日：太白線黄池駅 - 当駅間9.0kmが完成。
- 1998年11月4日：駅舎新築。
- 2008年11月1日：貨物取扱停止[2]。
- 2012年11月1日：旅客取扱停止。

## 駅構造
2面3線の島式ホーム。 